# Vauxhall Cadet
La Cadet è un'autovettura prodotta dalla Vauxhall dal 1930 al 1933.

## Storia
Il modello era completamente nuovo, dato che non si basava su nessun'altra vettura precedente. La Cadet venne annunciata il 6 ottobre 1930 ed era predisposta per il trasporto di cinque passeggeri. La Cadet è stata la prima vettura Vauxhall ad essere collocata sul mercato ad un prezzo inferiore a 300 sterline. Più precisamente, la berlina base costava 280 sterline, mentre per quella dotata di tettuccio apribile il prezzo saliva a 298 sterline. Quest'ultimo era anche il costo della coupé.
Fu lanciata sul mercato per essere un modello complementare alla 20-60. Quando la Cadet veniva esportata, montava un motore da 26,3 cavalli fiscali ed era denominata "VX". Sul mercato interno era invece disponibile con un propulsore da 16,9 cavalli fiscali. La Cadet fu il primo modello Vauxhall interamente progettato, sviluppato e prodotto dalla nuova proprietà. La Vauxhall, infatti, venne acquistata dalla General Motors nel 1925.
Il cambio era manuale a tre rapporti, con i due più alti sincronizzati. La Cadet è stata la prima vettura britannica ad aver installato un cambio sincronizzato. La trazione era posteriore e l'asse posteriore era a coppia conica. La frizione era monodisco a secco.
I sedili anteriori erano facilmente rimovibili ed era presente un sistema di ventilazione dell'abitacolo. I finestrini erano tre per fiancata. Quelli posteriori erano fissi, mentre quello centrale poteva essere abbassato fino a metà. Anche il parabrezza poteva essere aperto. La ruota di scorta era posizionata su un parafango anteriore e la carrozzeria era disponibile in tre colori.
Nel 1933 furono applicate delle modifiche per aumentare in comfort e per migliorare l'aspetto esteriore. In riferimento a quest'ultimo, furono ad esempio installate alcune parti cromate. Per quanto concerne invece il comfort, vennero resi più comodi i sedili posteriori e fu applicata della pelle di migliore qualità. Fu anche raddoppiato il numero di tergicristalli del parabrezza, che passarono da uno a due.
Il motore da 16,9 cavalli fiscali era un sei cilindri in linea da 2.048 cm³ di cilindrata che erogava una potenza di 42 CV. Le valvole erano in testa e l'albero a gomiti era collocato su quattro supporti di banco. L'alesaggio e la corsa erano, rispettivamente, 67 mm e 95 mm, ed il rapporto di compressione era di 5:1. Il monoblocco e la testata erano in ghisa, mentre i pistoni erano in alluminio. La lubrificazione era forzata. Per i modelli esportati, era installato un motore analogo, ma da 3.178 cm³ e 26,3 cavalli fiscali. Gli esemplari che montavano questo motore erano denominati "VX". L'alesaggio e la corsa di questo motore erano, rispettivamente, 84,1 mm e 95,25 mm. Nel 1933 fu migliorata la carburazione, e ciò portò al miglioramento delle prestazioni e alla diminuzione dei consumi. Il motore era installato anteriormente.
I freni agivano sulle quattro ruote. Nel 1933 furono installate ruote più grandi, paraurti più pesanti ed ammortizzatori idraulici migliorati.